# Olympische Winterspiele 1976/Teilnehmer (Südkorea)
| Gelbes Symbol für Goldmedaillen mit stilisierten Olympischen Ringen | Graues Symbol für Silbermedaillen mit stilisierten Olympischen Ringen | Braundes Symbol für Bronzemedaillen mit stilisierten Olympischen Ringen |
| ------------------------------------------------------------------- | --------------------------------------------------------------------- | ----------------------------------------------------------------------- |
| —                                                                   | —                                                                     | —                                                                       |

Südkorea nahm an den Olympischen Winterspielen 1976 im österreichischen Innsbruck mit einer Delegation von drei Athleten, ein Mann und zwei Frauen, teil.
Seit 1948 war es die siebte Teilnahme Südkoreas bei Olympischen Winterspielen.

## Teilnehmer nach Sportarten

### Eiskunstlauf
Frauen
- Yun Hyo-jin
17. Platz

### Eisschnelllauf
Frauen
- Lee Nam-sun
500 m: 25. Platz – 46,33 s
1000 m: 25. Platz – 1:35,58 min
1500 m: 25. Platz – 2:26,24 min
3000 m: 24. Platz – 5:08,34 min

Männer
- Lee Yeong-ha
500 m: 22. Platz – 41,08 s
1000 m: 15. Platz – 1:22,88 min
1500 m: 18. Platz – 2:05,25 min
5000 m: 11. Platz – 7:44,21 min